# 1158 (szám)
Az 1158 (római számmal: MCLVIII) az 1157 és 1159 között található természetes szám.

## A szám a matematikában
A tízes számrendszerbeli 1158-as a kettes számrendszerben 10010000110, a nyolcas számrendszerben 2206, a tizenhatos számrendszerben 486 alakban írható fel.
Az 1158 páros szám, összetett szám, szfenikus szám. Kanonikus alakja 21 · 31 · 1931, normálalakban az 1,158 · 103 szorzattal írható fel. Nyolc osztója van a természetes számok halmazán, ezek növekvő sorrendben: 1, 2, 3, 6, 193, 386, 579 és 1158.
Nonkotóciens szám.
Az 1158 két szám valódiosztó-összegeként áll elő, ezek a 858 és az 1146.

## Csillagászat
- 1158 Luda kisbolygó